# Guillermo Alfonso Jaramillo
Guillermo Alfonso Jaramillo Martínez (Líbano, Tolima, 25 de junio de 1950) es un político y médico cirujano colombiano. Actualmente es el ministro de Salud y protección social de Colombia desde el 1 de mayo de 2023.
Graduado de la Universidad del Rosario, con especializaciones en cirugía cardiovascular y torácica de la Universidad de Lund, y en cirugía cardíaca pediátrica de la Universidad de Uppsala, ambas en Suecia. Fue elegido gobernador del departamento del Tolima en dos ocasiones, uno por designación presidencial y el otro por elección popular. Fue senador de la República  y secretario de Gobierno y Salud de Bogotá. Fue elegido alcalde de Ibagué, para el período 2016-2019. Desde el 1 de mayo de 2023, es el ministro de Salud y Protección Social,  en el Gobierno de Gustavo Petro.

## Biografía
Guillermo es hijo de Alfonso Jaramillo Salazar quien fue Ministro de Salud y su madre, Hilda Martínez de Jaramillo, fue congresista. Es hermano del exsenador Mauricio Jaramillo Martínez.  Estuvo casado con Vilma Gómez con quien tuvo dos hijos. Se graduó como médico cirujano de la Escuela de Medicina y Ciencias de la Salud de la Universidad del Rosario, amplió su formación en cirugía especializada abdominal en la Universidad de Viena en Austria. Realizó su primera especialidad médica en cirugía cardiovascular y torácica en la Universidad de Lund en Suecia; y su segunda especialidad en cirugía cardíaca pediátrica de la Universidad de Uppsala en Suecia.

## Trayectoria política
En el año 1976, cuando fue elegido concejal del municipio de Armero. En 1978 fue elegido diputado a la asamblea del Tolima. En ese entonces fue secuestrado porlas Fuerzas Armadas Revolucionarias de Colombia (FARC), a escasos cinco minutos del municipio de Falan, Tolima. En ese entonces el secuestro y fuga fue calificado por Alberto Santofimio como una farsa publicitaria. Ante ello, la campaña a la Cámara de Jaramillo afirmó que renunciaría a la aspiración al Congreso si se comprobaba que el secuestro no fue real y lanzaron la campaña "Secuestro o no secuestro, el triunfo será nuestro".
En 1982 llegó a la Cámara de Representantes del Congreso de la República. Fue elegido Senador de la República de Colombia en 1991 donde integró la Comisión Octava de Obras públicas. Junto a Alberto Santofimio apoyó a Alfonso Palacio Rudas para la respectiva representación la Constituyente. Para las elecciones locales de 1992 apoyó la candidatura de Ramiro Lozano Neira, quien al final no incluyó a Jaramillo pues según Neira, Jaramillo le exigía que ratificara a la gerenta de la Beneficencia, Marta Esperanza Ramos Echandía, contra la cual cursaban varias investigaciones administrativas.
Fue crítico del gobierno de César Gaviria porque, según Jaramillo, el presidente Gaviria había discriminado a los sectores liberales que no lo acompañaron en la consulta interna de su partido. Militó en el movimiento de Ernesto Samper Pizano. En 2000 hizo parte del movimiento Frente Social y Político que lideraban Luis Eduardo Garzón y Luis Alfonso Hoyos.
Ha sido la segunda en el año 2009 cuando perdió por 25 votos, demandó y, en 2009, el Consejo de Estado le dio la razón, con lo que finalmente llegó al Senado.

### Proyectos de ley
- 1992: Proyecto reformatorio de la Constitución para que el presidente de la República pueda nombrar en ministerios, embajadas, gobernaciones, alcaldías de capitales de departamento y en las gerencias de empresas industriales y comerciales del Estado a congresistas sin perder por ello su investidura de legisladores. Dicha proyecto de ley fue criticado porque estaría legislando en causa propia para acceder a cargos en el ejecutivo Liberal.[15]

### Secretario del Alcalde Gustavo Petro
Gustavo Petro lo nombró como Secretario de Salud, cargo del cual tomó posesión el 1 de enero de 2012. Como Secretario de Salud, Jaramillo lideró la organización de la atención en salud alrededor del nuevo modelo de salud, [cita requerida] creando cuatro Centros de Salud y Desarrollo Humano ubicados en la Localidad de Bosa, en los Barrios: El Recreo, El Paraíso y Santafé; y en la Localidad de Fontibón. [cita requerida]
Adicionalmente, las actividades adelantadas durante su gestión se desarrollaron en todas las veinte localidades de la ciudad, en los territorios identificados con población de mayor vulnerabilidad y necesidades a través de visitas a los territorios adelantadas por Equipos de Respuesta Inicial (ERI), [cita requerida] compuestos por médicos y enfermeros. Estos equipos, capacitados previamente con orientaciones técnicas, operativas, con sentido humanizado, alto respeto, solidaridad,  efectúan acciones dirigidas a la identificación de las familias más vulnerables clasificándolas en alto, medio y bajo riesgo para priorizar las intervenciones. [cita requerida]
La Procuraduría le formuló pliego de cargos por haber nombrado como gerente del Hospital de Meissen a Luz Marina López Salamanca, quien supuestamente estaba inhabilitada para ocupar el cargo. Según la Procuraduría, no se encontró certeza de la supuesta inhabilidad de López para ocupar el cargo y declaró no probado el cargo. Cabe recordar que durante la alcaldía de Gustavo Petro, del sistema de salud de Bogotá se desaparecieron alrededor de 1 billón de pesos, lo cual es verificable en los estados financieros de las entidades relacionadas. La pésima gestión de los recursos de este grupo político ha estado relacionada con clientelismo y compra de votos a través de contratos
A partir del 8 de mayo de 2013, y hasta el 11 de febrero de 2014, Jaramillo ejerció como Secretario Distrital de Gobierno, dignidad en la cual estuvo al frente de estratégicas actividades encaminadas a la seguridad, la convivencia, el desarrollo local y el relacionamiento político de la administración. Renunció en el 2014 para promover a no revocatoria del mandato de Gustavo Petro.
Gerente de  campaña de las listas del Pacto Histórico al congreso
En 2022 para la campaña presidencial y del congreso las fuerzas alternativas de Colombia se unieron en una coalición llamada Pacto Histórico en donde Guillermo Alfonso Jaramillo fue nombrado gerente para la lista al congreso y Ricardo Roa gerente para la consulta presidencial que contó con cinco candidatos.

#### Nómina paralela
Según se denunció, existió una excesiva contratación por prestación de servicios durante el gobierno de Gustavo Petro, y que da cuenta de una nómina paralela que costó 1 billón de pesos. La contratación en la Secretaría de Salud donde Jaramillo Martínez fue secretario pasó de cerca de 17 mil cargos a casi 22 mil cargos, lo que fue calificado como una exageración la contratación.

## Gobernador del Tolima

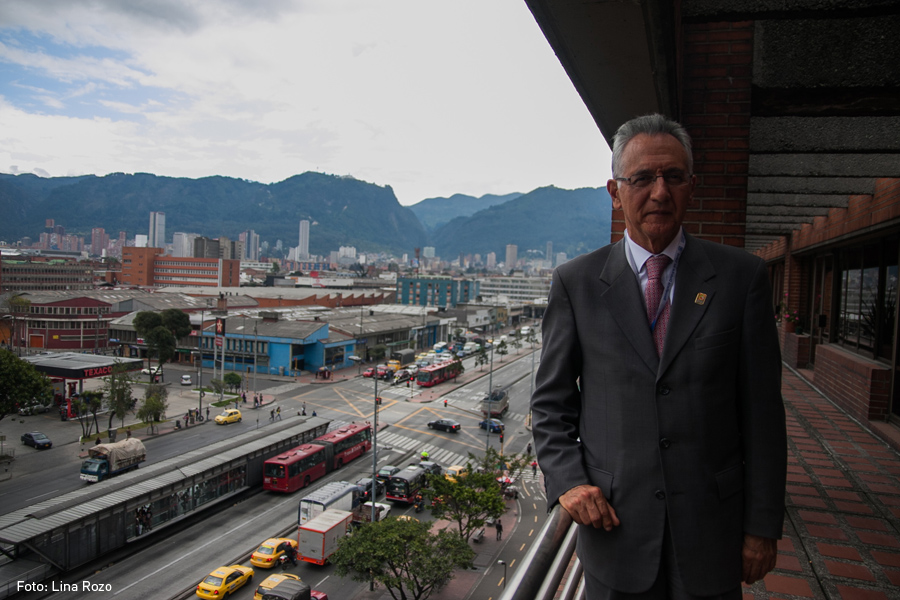
Guillermo Alfonso Jaramillo gobernador del Tolima en dos ocasiones

Fue nombrado Gobernador del Tolima el día 25 de agosto de 1986 por el entonces presidente Virgilio Barco Vargas, cargo que ejerció hasta el 5 de julio de 1987 cuando dejó el cargo denunciando que había presencia de grupos paramilitares en el departamento. Al dejar el cargo, Jaramillo viajó a Suecia a estudiar cirugía cardíaca. Guillermo Alfonso Jaramillo se postuló para la gobernación del Tolima por el Polo Democrático, para el periodo 2000-2004 para el cual fue elegido. Nombró como secretario de gobierno a Alfredo Bocanegra.

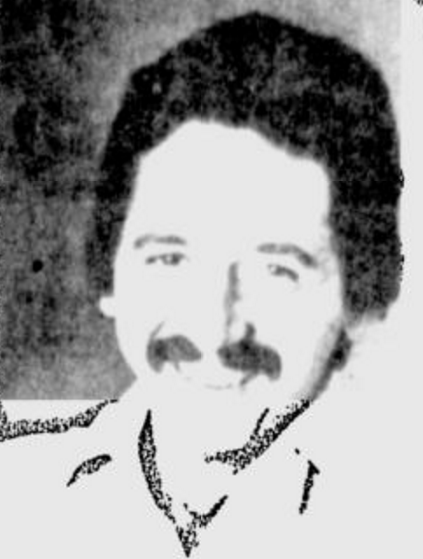
Guillermo Alfonso Jaramillo diputado del departamento del Tolima

Ha sido fuertemente criticado porque como gobernador del Tolima separó el Conservatorio de música del Tolima del colegio Amina Melendro, lo que debilitó el proceso como ciudad musical tanto que aún no se ha podido recuperar ninguno de los dos ejes culturales de Ibagué.
Sus relaciones con los medios de comunicación fueron tensas ante las críticas realizadas por el periodista y director de Ecos del Combeima Arnulfo Sánchez López, Jaramillo afirmó que era un crítico de su administración, porque "no podía sacar diez o doce millones de pesos para publicidad". Ante ello Sánchez dijo que el Gobernador descompone con gran facilidad. Yo en cambio, soy prudente, respetuoso de los demás, convivente. "Si no me dio miedo con los guerrilleros de verdad, mucho menos con los guerrilleros de mentiras. Los guerrilleros de palabra, que hablan de artificios como el laboratorio de paz y le declaran la guerra a la gente".
El entonces Presidente del Sindicato Nacional de Trabajadores de las Industrias Licoreras, denunció que en el gobierno de Jaramillo había reducción de auxilios educativos, primas de antigüedad, permisos remunerados, auxilios médicos, viáticos, dotaciones, auxilios de deportes y otra serie de prestaciones.

### Acuerdo con las FARC-EP para la instalación de diálogos
El entonces gobernador del Tolima, Guillermo Alfonso Jaramillo, anunció el 24 de septiembre de 2001 que había llegado a un acuerdo con las FARC-EP para instalar una mesa temática en el Caguán, la cual analizará los problemas de esa región. La mesa funcionaría en el sitio Los Pozos de San Vicente del Caguán, paralela a la que realizaba el Gobierno de Andrés Pastrana con la dirigencia de esa agrupación.
Según Jaramillo, el Gobierno nacional desconocía los pormenores de la instalación de esta mesa, pero advirtió que se hacía necesario este encuentro con el fin de que el grupo terrorista cesara su accionar en esa región. El Gobernador del Tolima argumentó en ese entonces que la idea era que hasta allí se movilizara todas las fuerzas vivas de ese departamento, la clase política, los gremios, los sindicatos, la iglesia, los agricultores y la mayoría de alcaldes de los 47 municipios.
El mandatario justificó este encuentro por los numerosos proyectos de desarrollo que están pendientes para su ejecución en esta zona, entre ellos, la construcción de la Hidroeléctrica del Río Amoyá, obra que generará mil empleos directos y tendrá una inversión de 100 millones de dólares. Igualmente, la reactivación de la mina Las Animas en el municipio de Santa Isabel, paralizada hace seis meses por injerencia de las FARC-EP.
Sobre la directiva del Gobierno de no autorizar diálogos regionales, toda vez que el manejo del proceso de paz estaba solo en cabeza del Presidente Andrés Pastrana, Jaramillo sostuvo que los gobernadores que tenían problemas de orden público en sus regiones estaban en su legítimo derecho de hacerlo.

### Funcionarios condenados por nexos con las FARC-EP
Según la Fiscalía General de la Nación, había suficientes indicios para creer que Arias Hernández, funcionario encargado de diseñar políticas de paz y reconciliación en los municipios del Tolima, cuando Guillermo Alfonso Jaramillo era gobernador era, en realidad, una ficha del secretariado de las FARC-EP en esa sección del país. Según declaraciones de desmovilizados del grupo terrorista de las FARC-EP el proyecto del que hacía parte Arias Hernández y Jaramillo era trabajar políticamente todo el sur del Tolima para llegar a la Gobernación y lograr los mayores cargos de administración. Con eso, se quería lograr que esa zona del país fuera nombrada territorio de paz y, luego, propiciar los diálogos nacionales con las FARC-EP.
El juzgado séptimo penal del Circuito condenó a siete años de prisión al asesor de Guillermo Alfonso Jaramillo, Augusto Hernando Arias Cruz, por sus nexos con las FARC-EP.

## Alcalde de Ibagué
Guillermo Alfonso fue candidato a la Alcaldía de Ibagué para las elecciones locales en 2015 por el MAIS (fundado por Juvenal Arrieta, concejal del municipio de Ciudad Bolívar, Antioquia) y el Polo Democrático. En dicha elección compitió con Rubén Darío Rodríguez a quien Jaramillo en 1992 apoyó junto a Alberto Santofimio y Carlos García Orjuela.
El 25 de octubre de 2015 fue elegido Alcalde de Ibagué para el periodo 2016-2019.

## Controversias

### Falsas acusaciones
En 2007 Jaramillo fue acusado por el desmovilizado Raúl Agudelo Medina alias Ovidio Saldaña de supuestamente sostener reuniones con las FARC-EP y contactos con alias 'Jerónimo', un cabecilla de esa organización en el Tolima. y de una supuesta contratación por parte de la administración de Jaramillo cumpliendo orientaciones de las FARC-EP. La revista Semana analizó en su momento las acusaciones y concluyó que eran poco creíbles, ya que Saldaña había caído en contradicciones evidentes y errores históricos y geográficos, además de que Saldaña era reconocido por mentir en otros procesos y estuvo relacionado con la falsa desmovilización de la compañía Cacica la Gaitana. Para Jaramillo todo se trató de un intento de sus contradictores políticos en el Tolima para perjudicarlo. La justicia archivo las investigaciones por no encontrar pruebas de las afirmaciones de Saldaña.

### Tiquetes aéreos
La Contraloría Departamental abrió un proceso para establecer si la esposa de Guillermo Alfonso y sus hijos han estado utilizando tiquetes aéreos pagados con dineros del departamento. La indagación se remonta a junio del 2001, cuando se detectaron las primeras irregularidades. El 15 de dicho mes, Vilma y Alejandro, la señora y el hijo menor del mandatario, utilizaron los tiquetes 0350021229448 y 0350021229442 de la aerolínea Aires en la ruta Ibagué-Bogotá, con regreso al día siguiente. Esos boletos aéreos se los vendió a la Gobernación del Tolima la firma Representaciones Tolitur, en mayo del mismo año. Poco después, pasó la respectiva cuenta de cobro a la Tesorería departamental, que autorizó su pago.
En ese entonces se conoció una relación de tiquetes de Aires, pagados por la Gobernación con sus respectivos números, en la que figuran Alejandro y Vilma de Jaramillo como beneficiarios de los boletos usados el 15 y el 16 de junio. En esa misma lista, la esposa de Jaramillo aparece utilizando otro pasaje oficial, el 25 de julio de 2001, con destino a Bogotá. Se trató del número 0350021229441, en clase Y, en la ruta Ibagué-Bogotá con un costo de 96.000 pesos.
En ese entonces los tiquetes que adquiría la Gobernación, eran clase Y. Esta categoría, era la de tarifa más alta, que no tenía ninguna restricción de fecha u horario para su utilización. Para hacer uso de los boletos solo se requiere hacer la reserva en cualquier momento. En ese entonces Jaramillo respondió que era una confusión ya que él compraba tiquetes muy similares.

### Posición sobre adicción a las drogas
El entonces secretario de gobierno Guillermo Alfonso anunció junto al alcalde Gustavo Petro un plan piloto para explorar con adictos al bazuco la sustitución del uso de esta sustancia psicoactiva por el consumo de marihuana u hojas de coca. Este proyecto recibió críticas como las del toxicólogo Camilo Uribe Cualla calificó esa sustitución como un "exabrupto". Dijo que no hay evidencia científica que revele que con dosis de marihuana se reduce el consumo de la base de coca. En la contienda a la alcaldía de Ibagué en un debate con el candidato Emmanuel Arango frente a estudiantes de colegio, Jaramillo argumentó que no consideraba malo que los jóvenes se fumaran un porro.